# Нуу, Муса
Муса Нуу (англ. Musah Nuhu; 17 января 1997, Аккра, Гана) — ганский футболист, центральный защитник швейцарского клуба «Санкт-Галлен».

## Клубная карьера
Нуу начал свою профессиональную карьеру в клубе Премьер-лиги Ганы «Нью-Эдубиасе Юнайтед». В следующем сезоне он перешел в «Западноафриканскую футбольную академию (ВАФА)», за которую отыграл два сезона, приняв участие в 41 матче и забив 4 гола. Несмотря на то, что ВАФА обычно готовит футболистов для клубов, поддерживаемых Red Bull, в 2018 году игрок отправился в аренду в «Санкт-Галлен». В 2019 году ганец подписал с швейцарским клубом полноценный трёхлетний контракт. За клуб дебютировал 6 февраля в домашнем матче с «Цюрихом», выйдя в стартовом составе. Первый гол забил 22 мая в домашнем матче с «Янг Бойз», открыв счёт в матче (4:1). Летом 2023 продлил контракт с клубом до 2024 года.
Летом 2022 года на правах аренды перешёл в клуб Вейккауслиги «КуПС». За клуб дебютировал 31 июля в гостевом матче с «Хакой», выйдя в стартовом составе.

## Карьера в сборной
Нуу дважды выходил на поле в составе сборной Ганы в рамках отбора к Чемпионату африканских наций 2018 в матчах со сборной Буркина-Фасо. В 2019 году он пропустил Кубок Африканских наций (до 23), так как в рамках подготовки к нему порвал крестообразные связки (из-за этой же травмы он пропустил большую часть сезона в «Санкт-Галлене»).